# Andor Lilienthal
Andor (André, Andre, Andrei) Arnoldovitx Lilienthal (AFI: [ˈɑndor ˈliljentaːl]; Moscou, 5 de maig de 1911 – Budapest, 8 de maig de 2010) fou un jugador d'escacs jueu hongarès, que ostentà el títol de Gran Mestre.
Durant la seva llarga carrera escaquística, va jugar contra deu Campions del món, i va aconseguir derrotar n'Emanuel Lasker, en José Raúl Capablanca, n'Aleksandr Alekhin, en Max Euwe, en Mikhaïl Botvínnik, en Vassili Smislov i na Vera Menchik. En un article de 2005, Slobodan Adzic hi indicava que Lilienthal encara romania actiu, amb bona salut, conduïa el seu cotxe i escrivia articles per a revistes d'escacs. El 2009, era el Gran Mestre de més edat al món, i amb Smislov, l'únic supervivent del primer grup de Grans Mestres als quals la FIDE va atorgar el títol el 1950. Va morir el 2010, pocs dies després de fer 99 anys.

## Infància i joventut
Lilienthal va néixer a Moscou en el si d'una família hongaresa, i va anar a viure a Hongria als dos anys. Va començar a jugar als escacs de petit i aviat hi va destacar. Lilienthal va ser sempre un home d'esperit alegre i optimista, que va conèixer tots els grans genis dels escacs de començaments del segle xx, i va fer amistat amb la majoria dels campions mundials.

## Resultats destacats en competició
Va participar, representant Hongria, en tres Olimpíades d'escacs: Olimpíada de Folkestone 1933 (+7 =6 -0) com a primer suplent), Olimpíada de Varsòvia 1935 (+11 =8 -0), com a segon tauler, i Olimpíada d'Estocolm 1937 (+9 =6 -2), com a primer tauler, liderant el seu equip cap a la medalla d'argent). Va guanyar la medalla d'or individual per les seves actuacions (suplent i segon tauler, respectivament) a les olimpíades de 1933 i de 1935, i va assolir el quart millor resultat al primer tauler el 1937. La seva puntuació total en les olimpíades fou d'un molt destacable 75,51%.
El 1934 guanyà el torneig de Budapest, per davant de Vasja Pirc i de Salo Flohr. Lilienthal va emigrar a la Unió Soviètica el 1935, i va esdevenir ciutadà soviètic el 1939. Va participar molts cops en Campionats soviètics, amb un gran resultat el 1940, quan va empatar al primer lloc amb Igor Bondarevski, per davant de Vassili Smislov, Paul Keres, Issaak Boleslavski, Botvinnik, i 14 altres jugadors. El 1944 fou 8è al 13è Campionat de l'URSS a Moscou.
El 1945 va jugar al setè tauler de l'equip soviètic en el matx per ràdio per equips entre els Estats Units i l'URSS, entaulant les seves dues partides contra Albert Pinkus.
Entre 1951 i 1960 fou l'entrenador de Tigran Petrossian. Lilienthal va començar una relació d'amistat amb Vassili Smislov el 1938, i fou el seu segon durant els seus matxs pel campionat del món contra Botvínnik. Es va retirar del joc d'alta competició el 1965, i va retornar a Hongria el 1976. El seu darrer torneig fou Zamárdi 1980, on hi acabà sisè al grup B, puntuant (+3 =11 -1).

## Relació amb els Campions del món

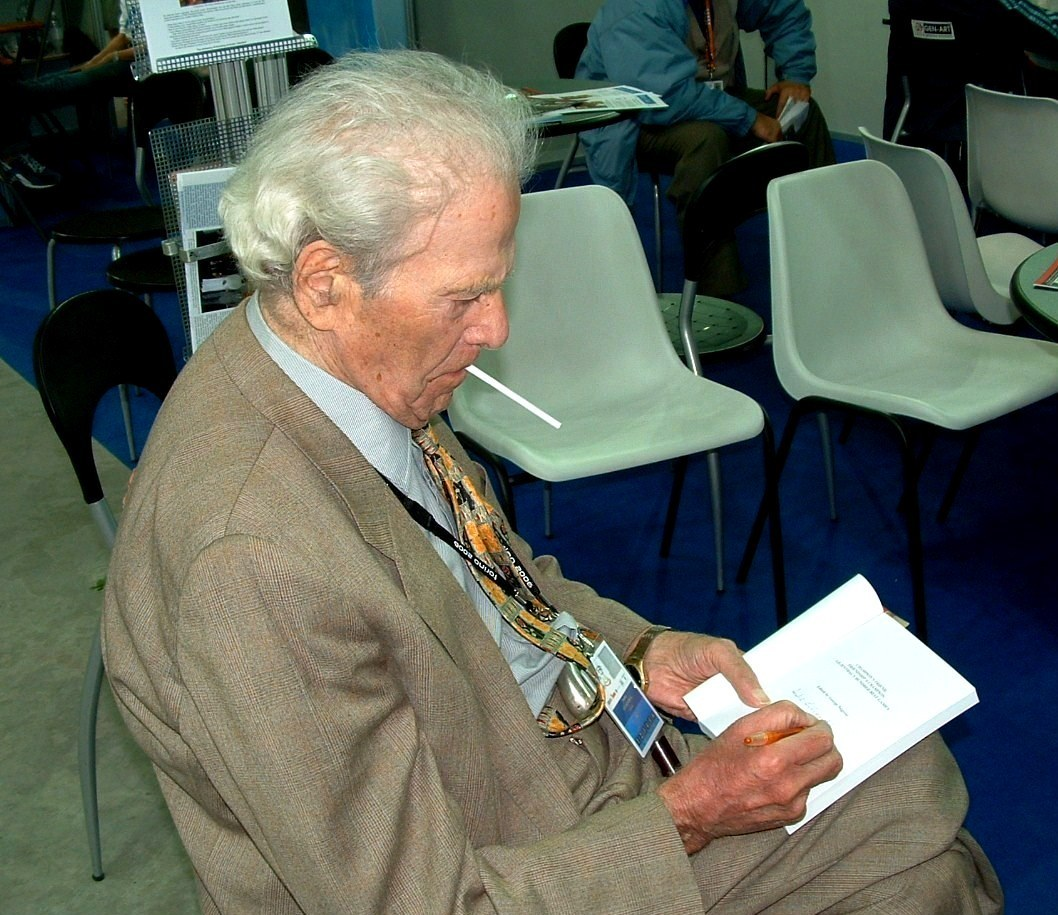
Lilienthal, a Torí, el 2006.

Als començaments de la seva carrera, va conèixer n'Emmanuel Lasker al Köning de Berlín, un dels temples dels escacs, i hi va voler jugar unes partides ràpides, però aquest amablement va refusar. En canvi, va jugar amb Aron Nimzowitsch, "qui em va destrossar» segons va confessar Lilienthal. La seva amistat amb Lasker es va perllongar durant molt de temps, quan tots dos vivien a la Unió Soviètica (Lasker va viure un temps a l'URSS allunyant-se de la irrupció del nazisme a Alemanya, i durant la Segona Guerra Mundial en Lilienthal va estar refugiat a l'URSS, i s'hi va quedar durant molts anys).
Segons sembla, en Lilienthal, va tenir el seu primer contacte amb Alekhin al Café de la Régence de París; quan li van dir que hi havia un jove que no tenia rival en partides ràpides, Alekhin va accedir a enfrontar-s'hi, i hi va jugar 4 partides. Lilienthal va vèncer 3 a 1, i quan el Campió Mundial va voler prorrogar el duel, Lilienthal li va demanar deixar de jugar «per conservar aquest afalagador record en la memòria», Alekhin, entre rialles, hi va accedir. En una altra ocasió, Alekhin li va pagar la inscripció en un torneig de ràpides, i quan Lilienthal, amb el premi, va voler tornar-li el préstec, Alekhin el va rebutjar dient-li «M'ho tornarà quan sigui mestre». Tenia un molt agradable record d'Alekhin, ja que els mestres, sense distinció de cap tipus, eren sovint hostes a casa d'Alekhin a París, analitzant partides sense parar, «o millor dit, veient les meravelloses anàlisis d'Alekhin». Per això va quedar molt sorprès quan es va assabentar dels escrits pronazis atribuïts a Alekhin durant la segona guerra mundial. Lilienthal (d'origen jueu) va comentar, "l'única explicació que puc trobar és l'oportunisme d'Alekhin, no hem d'oblidar que ell vivia en territori ocupat, i que la seva pròpia vida no era envejable».

### Victòria contra Capablanca
En Lilienthal fou un dels pocs jugadors que van aconseguir vèncer en José Raúl Capablanca. Va passar durant el Congrés Internacional d'escacs de Hastings, el 1935, en aquesta partida:
|   | a | b | c | d | e | f | g | h |   |
| 8 | c8 negres torre · e8 negres rei · h8 negres torre · c7 negres peó · d7 negres cavall · f7 negres peó · g7 negres peó · b6 negres peó · f6 negres cavall · h6 negres peó · a5 negres peó · e5 blanques peó · f5 blanques peó · c4 negres dama · e4 blanques peó · h4 blanques alfil · a3 blanques peó · c3 blanques peó · c2 blanques dama · e2 blanques cavall · g2 blanques peó · h2 blanques peó · a1 blanques torre · f1 blanques torre · g1 blanques rei | c8 negres torre · e8 negres rei · h8 negres torre · c7 negres peó · d7 negres cavall · f7 negres peó · g7 negres peó · b6 negres peó · f6 negres cavall · h6 negres peó · a5 negres peó · e5 blanques peó · f5 blanques peó · c4 negres dama · e4 blanques peó · h4 blanques alfil · a3 blanques peó · c3 blanques peó · c2 blanques dama · e2 blanques cavall · g2 blanques peó · h2 blanques peó · a1 blanques torre · f1 blanques torre · g1 blanques rei | c8 negres torre · e8 negres rei · h8 negres torre · c7 negres peó · d7 negres cavall · f7 negres peó · g7 negres peó · b6 negres peó · f6 negres cavall · h6 negres peó · a5 negres peó · e5 blanques peó · f5 blanques peó · c4 negres dama · e4 blanques peó · h4 blanques alfil · a3 blanques peó · c3 blanques peó · c2 blanques dama · e2 blanques cavall · g2 blanques peó · h2 blanques peó · a1 blanques torre · f1 blanques torre · g1 blanques rei | c8 negres torre · e8 negres rei · h8 negres torre · c7 negres peó · d7 negres cavall · f7 negres peó · g7 negres peó · b6 negres peó · f6 negres cavall · h6 negres peó · a5 negres peó · e5 blanques peó · f5 blanques peó · c4 negres dama · e4 blanques peó · h4 blanques alfil · a3 blanques peó · c3 blanques peó · c2 blanques dama · e2 blanques cavall · g2 blanques peó · h2 blanques peó · a1 blanques torre · f1 blanques torre · g1 blanques rei | c8 negres torre · e8 negres rei · h8 negres torre · c7 negres peó · d7 negres cavall · f7 negres peó · g7 negres peó · b6 negres peó · f6 negres cavall · h6 negres peó · a5 negres peó · e5 blanques peó · f5 blanques peó · c4 negres dama · e4 blanques peó · h4 blanques alfil · a3 blanques peó · c3 blanques peó · c2 blanques dama · e2 blanques cavall · g2 blanques peó · h2 blanques peó · a1 blanques torre · f1 blanques torre · g1 blanques rei | c8 negres torre · e8 negres rei · h8 negres torre · c7 negres peó · d7 negres cavall · f7 negres peó · g7 negres peó · b6 negres peó · f6 negres cavall · h6 negres peó · a5 negres peó · e5 blanques peó · f5 blanques peó · c4 negres dama · e4 blanques peó · h4 blanques alfil · a3 blanques peó · c3 blanques peó · c2 blanques dama · e2 blanques cavall · g2 blanques peó · h2 blanques peó · a1 blanques torre · f1 blanques torre · g1 blanques rei | c8 negres torre · e8 negres rei · h8 negres torre · c7 negres peó · d7 negres cavall · f7 negres peó · g7 negres peó · b6 negres peó · f6 negres cavall · h6 negres peó · a5 negres peó · e5 blanques peó · f5 blanques peó · c4 negres dama · e4 blanques peó · h4 blanques alfil · a3 blanques peó · c3 blanques peó · c2 blanques dama · e2 blanques cavall · g2 blanques peó · h2 blanques peó · a1 blanques torre · f1 blanques torre · g1 blanques rei | c8 negres torre · e8 negres rei · h8 negres torre · c7 negres peó · d7 negres cavall · f7 negres peó · g7 negres peó · b6 negres peó · f6 negres cavall · h6 negres peó · a5 negres peó · e5 blanques peó · f5 blanques peó · c4 negres dama · e4 blanques peó · h4 blanques alfil · a3 blanques peó · c3 blanques peó · c2 blanques dama · e2 blanques cavall · g2 blanques peó · h2 blanques peó · a1 blanques torre · f1 blanques torre · g1 blanques rei | 8 |
| 7 | c8 negres torre · e8 negres rei · h8 negres torre · c7 negres peó · d7 negres cavall · f7 negres peó · g7 negres peó · b6 negres peó · f6 negres cavall · h6 negres peó · a5 negres peó · e5 blanques peó · f5 blanques peó · c4 negres dama · e4 blanques peó · h4 blanques alfil · a3 blanques peó · c3 blanques peó · c2 blanques dama · e2 blanques cavall · g2 blanques peó · h2 blanques peó · a1 blanques torre · f1 blanques torre · g1 blanques rei | c8 negres torre · e8 negres rei · h8 negres torre · c7 negres peó · d7 negres cavall · f7 negres peó · g7 negres peó · b6 negres peó · f6 negres cavall · h6 negres peó · a5 negres peó · e5 blanques peó · f5 blanques peó · c4 negres dama · e4 blanques peó · h4 blanques alfil · a3 blanques peó · c3 blanques peó · c2 blanques dama · e2 blanques cavall · g2 blanques peó · h2 blanques peó · a1 blanques torre · f1 blanques torre · g1 blanques rei | c8 negres torre · e8 negres rei · h8 negres torre · c7 negres peó · d7 negres cavall · f7 negres peó · g7 negres peó · b6 negres peó · f6 negres cavall · h6 negres peó · a5 negres peó · e5 blanques peó · f5 blanques peó · c4 negres dama · e4 blanques peó · h4 blanques alfil · a3 blanques peó · c3 blanques peó · c2 blanques dama · e2 blanques cavall · g2 blanques peó · h2 blanques peó · a1 blanques torre · f1 blanques torre · g1 blanques rei | c8 negres torre · e8 negres rei · h8 negres torre · c7 negres peó · d7 negres cavall · f7 negres peó · g7 negres peó · b6 negres peó · f6 negres cavall · h6 negres peó · a5 negres peó · e5 blanques peó · f5 blanques peó · c4 negres dama · e4 blanques peó · h4 blanques alfil · a3 blanques peó · c3 blanques peó · c2 blanques dama · e2 blanques cavall · g2 blanques peó · h2 blanques peó · a1 blanques torre · f1 blanques torre · g1 blanques rei | c8 negres torre · e8 negres rei · h8 negres torre · c7 negres peó · d7 negres cavall · f7 negres peó · g7 negres peó · b6 negres peó · f6 negres cavall · h6 negres peó · a5 negres peó · e5 blanques peó · f5 blanques peó · c4 negres dama · e4 blanques peó · h4 blanques alfil · a3 blanques peó · c3 blanques peó · c2 blanques dama · e2 blanques cavall · g2 blanques peó · h2 blanques peó · a1 blanques torre · f1 blanques torre · g1 blanques rei | c8 negres torre · e8 negres rei · h8 negres torre · c7 negres peó · d7 negres cavall · f7 negres peó · g7 negres peó · b6 negres peó · f6 negres cavall · h6 negres peó · a5 negres peó · e5 blanques peó · f5 blanques peó · c4 negres dama · e4 blanques peó · h4 blanques alfil · a3 blanques peó · c3 blanques peó · c2 blanques dama · e2 blanques cavall · g2 blanques peó · h2 blanques peó · a1 blanques torre · f1 blanques torre · g1 blanques rei | c8 negres torre · e8 negres rei · h8 negres torre · c7 negres peó · d7 negres cavall · f7 negres peó · g7 negres peó · b6 negres peó · f6 negres cavall · h6 negres peó · a5 negres peó · e5 blanques peó · f5 blanques peó · c4 negres dama · e4 blanques peó · h4 blanques alfil · a3 blanques peó · c3 blanques peó · c2 blanques dama · e2 blanques cavall · g2 blanques peó · h2 blanques peó · a1 blanques torre · f1 blanques torre · g1 blanques rei | c8 negres torre · e8 negres rei · h8 negres torre · c7 negres peó · d7 negres cavall · f7 negres peó · g7 negres peó · b6 negres peó · f6 negres cavall · h6 negres peó · a5 negres peó · e5 blanques peó · f5 blanques peó · c4 negres dama · e4 blanques peó · h4 blanques alfil · a3 blanques peó · c3 blanques peó · c2 blanques dama · e2 blanques cavall · g2 blanques peó · h2 blanques peó · a1 blanques torre · f1 blanques torre · g1 blanques rei | 7 |
| 6 | c8 negres torre · e8 negres rei · h8 negres torre · c7 negres peó · d7 negres cavall · f7 negres peó · g7 negres peó · b6 negres peó · f6 negres cavall · h6 negres peó · a5 negres peó · e5 blanques peó · f5 blanques peó · c4 negres dama · e4 blanques peó · h4 blanques alfil · a3 blanques peó · c3 blanques peó · c2 blanques dama · e2 blanques cavall · g2 blanques peó · h2 blanques peó · a1 blanques torre · f1 blanques torre · g1 blanques rei | c8 negres torre · e8 negres rei · h8 negres torre · c7 negres peó · d7 negres cavall · f7 negres peó · g7 negres peó · b6 negres peó · f6 negres cavall · h6 negres peó · a5 negres peó · e5 blanques peó · f5 blanques peó · c4 negres dama · e4 blanques peó · h4 blanques alfil · a3 blanques peó · c3 blanques peó · c2 blanques dama · e2 blanques cavall · g2 blanques peó · h2 blanques peó · a1 blanques torre · f1 blanques torre · g1 blanques rei | c8 negres torre · e8 negres rei · h8 negres torre · c7 negres peó · d7 negres cavall · f7 negres peó · g7 negres peó · b6 negres peó · f6 negres cavall · h6 negres peó · a5 negres peó · e5 blanques peó · f5 blanques peó · c4 negres dama · e4 blanques peó · h4 blanques alfil · a3 blanques peó · c3 blanques peó · c2 blanques dama · e2 blanques cavall · g2 blanques peó · h2 blanques peó · a1 blanques torre · f1 blanques torre · g1 blanques rei | c8 negres torre · e8 negres rei · h8 negres torre · c7 negres peó · d7 negres cavall · f7 negres peó · g7 negres peó · b6 negres peó · f6 negres cavall · h6 negres peó · a5 negres peó · e5 blanques peó · f5 blanques peó · c4 negres dama · e4 blanques peó · h4 blanques alfil · a3 blanques peó · c3 blanques peó · c2 blanques dama · e2 blanques cavall · g2 blanques peó · h2 blanques peó · a1 blanques torre · f1 blanques torre · g1 blanques rei | c8 negres torre · e8 negres rei · h8 negres torre · c7 negres peó · d7 negres cavall · f7 negres peó · g7 negres peó · b6 negres peó · f6 negres cavall · h6 negres peó · a5 negres peó · e5 blanques peó · f5 blanques peó · c4 negres dama · e4 blanques peó · h4 blanques alfil · a3 blanques peó · c3 blanques peó · c2 blanques dama · e2 blanques cavall · g2 blanques peó · h2 blanques peó · a1 blanques torre · f1 blanques torre · g1 blanques rei | c8 negres torre · e8 negres rei · h8 negres torre · c7 negres peó · d7 negres cavall · f7 negres peó · g7 negres peó · b6 negres peó · f6 negres cavall · h6 negres peó · a5 negres peó · e5 blanques peó · f5 blanques peó · c4 negres dama · e4 blanques peó · h4 blanques alfil · a3 blanques peó · c3 blanques peó · c2 blanques dama · e2 blanques cavall · g2 blanques peó · h2 blanques peó · a1 blanques torre · f1 blanques torre · g1 blanques rei | c8 negres torre · e8 negres rei · h8 negres torre · c7 negres peó · d7 negres cavall · f7 negres peó · g7 negres peó · b6 negres peó · f6 negres cavall · h6 negres peó · a5 negres peó · e5 blanques peó · f5 blanques peó · c4 negres dama · e4 blanques peó · h4 blanques alfil · a3 blanques peó · c3 blanques peó · c2 blanques dama · e2 blanques cavall · g2 blanques peó · h2 blanques peó · a1 blanques torre · f1 blanques torre · g1 blanques rei | c8 negres torre · e8 negres rei · h8 negres torre · c7 negres peó · d7 negres cavall · f7 negres peó · g7 negres peó · b6 negres peó · f6 negres cavall · h6 negres peó · a5 negres peó · e5 blanques peó · f5 blanques peó · c4 negres dama · e4 blanques peó · h4 blanques alfil · a3 blanques peó · c3 blanques peó · c2 blanques dama · e2 blanques cavall · g2 blanques peó · h2 blanques peó · a1 blanques torre · f1 blanques torre · g1 blanques rei | 6 |
| 5 | c8 negres torre · e8 negres rei · h8 negres torre · c7 negres peó · d7 negres cavall · f7 negres peó · g7 negres peó · b6 negres peó · f6 negres cavall · h6 negres peó · a5 negres peó · e5 blanques peó · f5 blanques peó · c4 negres dama · e4 blanques peó · h4 blanques alfil · a3 blanques peó · c3 blanques peó · c2 blanques dama · e2 blanques cavall · g2 blanques peó · h2 blanques peó · a1 blanques torre · f1 blanques torre · g1 blanques rei | c8 negres torre · e8 negres rei · h8 negres torre · c7 negres peó · d7 negres cavall · f7 negres peó · g7 negres peó · b6 negres peó · f6 negres cavall · h6 negres peó · a5 negres peó · e5 blanques peó · f5 blanques peó · c4 negres dama · e4 blanques peó · h4 blanques alfil · a3 blanques peó · c3 blanques peó · c2 blanques dama · e2 blanques cavall · g2 blanques peó · h2 blanques peó · a1 blanques torre · f1 blanques torre · g1 blanques rei | c8 negres torre · e8 negres rei · h8 negres torre · c7 negres peó · d7 negres cavall · f7 negres peó · g7 negres peó · b6 negres peó · f6 negres cavall · h6 negres peó · a5 negres peó · e5 blanques peó · f5 blanques peó · c4 negres dama · e4 blanques peó · h4 blanques alfil · a3 blanques peó · c3 blanques peó · c2 blanques dama · e2 blanques cavall · g2 blanques peó · h2 blanques peó · a1 blanques torre · f1 blanques torre · g1 blanques rei | c8 negres torre · e8 negres rei · h8 negres torre · c7 negres peó · d7 negres cavall · f7 negres peó · g7 negres peó · b6 negres peó · f6 negres cavall · h6 negres peó · a5 negres peó · e5 blanques peó · f5 blanques peó · c4 negres dama · e4 blanques peó · h4 blanques alfil · a3 blanques peó · c3 blanques peó · c2 blanques dama · e2 blanques cavall · g2 blanques peó · h2 blanques peó · a1 blanques torre · f1 blanques torre · g1 blanques rei | c8 negres torre · e8 negres rei · h8 negres torre · c7 negres peó · d7 negres cavall · f7 negres peó · g7 negres peó · b6 negres peó · f6 negres cavall · h6 negres peó · a5 negres peó · e5 blanques peó · f5 blanques peó · c4 negres dama · e4 blanques peó · h4 blanques alfil · a3 blanques peó · c3 blanques peó · c2 blanques dama · e2 blanques cavall · g2 blanques peó · h2 blanques peó · a1 blanques torre · f1 blanques torre · g1 blanques rei | c8 negres torre · e8 negres rei · h8 negres torre · c7 negres peó · d7 negres cavall · f7 negres peó · g7 negres peó · b6 negres peó · f6 negres cavall · h6 negres peó · a5 negres peó · e5 blanques peó · f5 blanques peó · c4 negres dama · e4 blanques peó · h4 blanques alfil · a3 blanques peó · c3 blanques peó · c2 blanques dama · e2 blanques cavall · g2 blanques peó · h2 blanques peó · a1 blanques torre · f1 blanques torre · g1 blanques rei | c8 negres torre · e8 negres rei · h8 negres torre · c7 negres peó · d7 negres cavall · f7 negres peó · g7 negres peó · b6 negres peó · f6 negres cavall · h6 negres peó · a5 negres peó · e5 blanques peó · f5 blanques peó · c4 negres dama · e4 blanques peó · h4 blanques alfil · a3 blanques peó · c3 blanques peó · c2 blanques dama · e2 blanques cavall · g2 blanques peó · h2 blanques peó · a1 blanques torre · f1 blanques torre · g1 blanques rei | c8 negres torre · e8 negres rei · h8 negres torre · c7 negres peó · d7 negres cavall · f7 negres peó · g7 negres peó · b6 negres peó · f6 negres cavall · h6 negres peó · a5 negres peó · e5 blanques peó · f5 blanques peó · c4 negres dama · e4 blanques peó · h4 blanques alfil · a3 blanques peó · c3 blanques peó · c2 blanques dama · e2 blanques cavall · g2 blanques peó · h2 blanques peó · a1 blanques torre · f1 blanques torre · g1 blanques rei | 5 |
| 4 | c8 negres torre · e8 negres rei · h8 negres torre · c7 negres peó · d7 negres cavall · f7 negres peó · g7 negres peó · b6 negres peó · f6 negres cavall · h6 negres peó · a5 negres peó · e5 blanques peó · f5 blanques peó · c4 negres dama · e4 blanques peó · h4 blanques alfil · a3 blanques peó · c3 blanques peó · c2 blanques dama · e2 blanques cavall · g2 blanques peó · h2 blanques peó · a1 blanques torre · f1 blanques torre · g1 blanques rei | c8 negres torre · e8 negres rei · h8 negres torre · c7 negres peó · d7 negres cavall · f7 negres peó · g7 negres peó · b6 negres peó · f6 negres cavall · h6 negres peó · a5 negres peó · e5 blanques peó · f5 blanques peó · c4 negres dama · e4 blanques peó · h4 blanques alfil · a3 blanques peó · c3 blanques peó · c2 blanques dama · e2 blanques cavall · g2 blanques peó · h2 blanques peó · a1 blanques torre · f1 blanques torre · g1 blanques rei | c8 negres torre · e8 negres rei · h8 negres torre · c7 negres peó · d7 negres cavall · f7 negres peó · g7 negres peó · b6 negres peó · f6 negres cavall · h6 negres peó · a5 negres peó · e5 blanques peó · f5 blanques peó · c4 negres dama · e4 blanques peó · h4 blanques alfil · a3 blanques peó · c3 blanques peó · c2 blanques dama · e2 blanques cavall · g2 blanques peó · h2 blanques peó · a1 blanques torre · f1 blanques torre · g1 blanques rei | c8 negres torre · e8 negres rei · h8 negres torre · c7 negres peó · d7 negres cavall · f7 negres peó · g7 negres peó · b6 negres peó · f6 negres cavall · h6 negres peó · a5 negres peó · e5 blanques peó · f5 blanques peó · c4 negres dama · e4 blanques peó · h4 blanques alfil · a3 blanques peó · c3 blanques peó · c2 blanques dama · e2 blanques cavall · g2 blanques peó · h2 blanques peó · a1 blanques torre · f1 blanques torre · g1 blanques rei | c8 negres torre · e8 negres rei · h8 negres torre · c7 negres peó · d7 negres cavall · f7 negres peó · g7 negres peó · b6 negres peó · f6 negres cavall · h6 negres peó · a5 negres peó · e5 blanques peó · f5 blanques peó · c4 negres dama · e4 blanques peó · h4 blanques alfil · a3 blanques peó · c3 blanques peó · c2 blanques dama · e2 blanques cavall · g2 blanques peó · h2 blanques peó · a1 blanques torre · f1 blanques torre · g1 blanques rei | c8 negres torre · e8 negres rei · h8 negres torre · c7 negres peó · d7 negres cavall · f7 negres peó · g7 negres peó · b6 negres peó · f6 negres cavall · h6 negres peó · a5 negres peó · e5 blanques peó · f5 blanques peó · c4 negres dama · e4 blanques peó · h4 blanques alfil · a3 blanques peó · c3 blanques peó · c2 blanques dama · e2 blanques cavall · g2 blanques peó · h2 blanques peó · a1 blanques torre · f1 blanques torre · g1 blanques rei | c8 negres torre · e8 negres rei · h8 negres torre · c7 negres peó · d7 negres cavall · f7 negres peó · g7 negres peó · b6 negres peó · f6 negres cavall · h6 negres peó · a5 negres peó · e5 blanques peó · f5 blanques peó · c4 negres dama · e4 blanques peó · h4 blanques alfil · a3 blanques peó · c3 blanques peó · c2 blanques dama · e2 blanques cavall · g2 blanques peó · h2 blanques peó · a1 blanques torre · f1 blanques torre · g1 blanques rei | c8 negres torre · e8 negres rei · h8 negres torre · c7 negres peó · d7 negres cavall · f7 negres peó · g7 negres peó · b6 negres peó · f6 negres cavall · h6 negres peó · a5 negres peó · e5 blanques peó · f5 blanques peó · c4 negres dama · e4 blanques peó · h4 blanques alfil · a3 blanques peó · c3 blanques peó · c2 blanques dama · e2 blanques cavall · g2 blanques peó · h2 blanques peó · a1 blanques torre · f1 blanques torre · g1 blanques rei | 4 |
| 3 | c8 negres torre · e8 negres rei · h8 negres torre · c7 negres peó · d7 negres cavall · f7 negres peó · g7 negres peó · b6 negres peó · f6 negres cavall · h6 negres peó · a5 negres peó · e5 blanques peó · f5 blanques peó · c4 negres dama · e4 blanques peó · h4 blanques alfil · a3 blanques peó · c3 blanques peó · c2 blanques dama · e2 blanques cavall · g2 blanques peó · h2 blanques peó · a1 blanques torre · f1 blanques torre · g1 blanques rei | c8 negres torre · e8 negres rei · h8 negres torre · c7 negres peó · d7 negres cavall · f7 negres peó · g7 negres peó · b6 negres peó · f6 negres cavall · h6 negres peó · a5 negres peó · e5 blanques peó · f5 blanques peó · c4 negres dama · e4 blanques peó · h4 blanques alfil · a3 blanques peó · c3 blanques peó · c2 blanques dama · e2 blanques cavall · g2 blanques peó · h2 blanques peó · a1 blanques torre · f1 blanques torre · g1 blanques rei | c8 negres torre · e8 negres rei · h8 negres torre · c7 negres peó · d7 negres cavall · f7 negres peó · g7 negres peó · b6 negres peó · f6 negres cavall · h6 negres peó · a5 negres peó · e5 blanques peó · f5 blanques peó · c4 negres dama · e4 blanques peó · h4 blanques alfil · a3 blanques peó · c3 blanques peó · c2 blanques dama · e2 blanques cavall · g2 blanques peó · h2 blanques peó · a1 blanques torre · f1 blanques torre · g1 blanques rei | c8 negres torre · e8 negres rei · h8 negres torre · c7 negres peó · d7 negres cavall · f7 negres peó · g7 negres peó · b6 negres peó · f6 negres cavall · h6 negres peó · a5 negres peó · e5 blanques peó · f5 blanques peó · c4 negres dama · e4 blanques peó · h4 blanques alfil · a3 blanques peó · c3 blanques peó · c2 blanques dama · e2 blanques cavall · g2 blanques peó · h2 blanques peó · a1 blanques torre · f1 blanques torre · g1 blanques rei | c8 negres torre · e8 negres rei · h8 negres torre · c7 negres peó · d7 negres cavall · f7 negres peó · g7 negres peó · b6 negres peó · f6 negres cavall · h6 negres peó · a5 negres peó · e5 blanques peó · f5 blanques peó · c4 negres dama · e4 blanques peó · h4 blanques alfil · a3 blanques peó · c3 blanques peó · c2 blanques dama · e2 blanques cavall · g2 blanques peó · h2 blanques peó · a1 blanques torre · f1 blanques torre · g1 blanques rei | c8 negres torre · e8 negres rei · h8 negres torre · c7 negres peó · d7 negres cavall · f7 negres peó · g7 negres peó · b6 negres peó · f6 negres cavall · h6 negres peó · a5 negres peó · e5 blanques peó · f5 blanques peó · c4 negres dama · e4 blanques peó · h4 blanques alfil · a3 blanques peó · c3 blanques peó · c2 blanques dama · e2 blanques cavall · g2 blanques peó · h2 blanques peó · a1 blanques torre · f1 blanques torre · g1 blanques rei | c8 negres torre · e8 negres rei · h8 negres torre · c7 negres peó · d7 negres cavall · f7 negres peó · g7 negres peó · b6 negres peó · f6 negres cavall · h6 negres peó · a5 negres peó · e5 blanques peó · f5 blanques peó · c4 negres dama · e4 blanques peó · h4 blanques alfil · a3 blanques peó · c3 blanques peó · c2 blanques dama · e2 blanques cavall · g2 blanques peó · h2 blanques peó · a1 blanques torre · f1 blanques torre · g1 blanques rei | c8 negres torre · e8 negres rei · h8 negres torre · c7 negres peó · d7 negres cavall · f7 negres peó · g7 negres peó · b6 negres peó · f6 negres cavall · h6 negres peó · a5 negres peó · e5 blanques peó · f5 blanques peó · c4 negres dama · e4 blanques peó · h4 blanques alfil · a3 blanques peó · c3 blanques peó · c2 blanques dama · e2 blanques cavall · g2 blanques peó · h2 blanques peó · a1 blanques torre · f1 blanques torre · g1 blanques rei | 3 |
| 2 | c8 negres torre · e8 negres rei · h8 negres torre · c7 negres peó · d7 negres cavall · f7 negres peó · g7 negres peó · b6 negres peó · f6 negres cavall · h6 negres peó · a5 negres peó · e5 blanques peó · f5 blanques peó · c4 negres dama · e4 blanques peó · h4 blanques alfil · a3 blanques peó · c3 blanques peó · c2 blanques dama · e2 blanques cavall · g2 blanques peó · h2 blanques peó · a1 blanques torre · f1 blanques torre · g1 blanques rei | c8 negres torre · e8 negres rei · h8 negres torre · c7 negres peó · d7 negres cavall · f7 negres peó · g7 negres peó · b6 negres peó · f6 negres cavall · h6 negres peó · a5 negres peó · e5 blanques peó · f5 blanques peó · c4 negres dama · e4 blanques peó · h4 blanques alfil · a3 blanques peó · c3 blanques peó · c2 blanques dama · e2 blanques cavall · g2 blanques peó · h2 blanques peó · a1 blanques torre · f1 blanques torre · g1 blanques rei | c8 negres torre · e8 negres rei · h8 negres torre · c7 negres peó · d7 negres cavall · f7 negres peó · g7 negres peó · b6 negres peó · f6 negres cavall · h6 negres peó · a5 negres peó · e5 blanques peó · f5 blanques peó · c4 negres dama · e4 blanques peó · h4 blanques alfil · a3 blanques peó · c3 blanques peó · c2 blanques dama · e2 blanques cavall · g2 blanques peó · h2 blanques peó · a1 blanques torre · f1 blanques torre · g1 blanques rei | c8 negres torre · e8 negres rei · h8 negres torre · c7 negres peó · d7 negres cavall · f7 negres peó · g7 negres peó · b6 negres peó · f6 negres cavall · h6 negres peó · a5 negres peó · e5 blanques peó · f5 blanques peó · c4 negres dama · e4 blanques peó · h4 blanques alfil · a3 blanques peó · c3 blanques peó · c2 blanques dama · e2 blanques cavall · g2 blanques peó · h2 blanques peó · a1 blanques torre · f1 blanques torre · g1 blanques rei | c8 negres torre · e8 negres rei · h8 negres torre · c7 negres peó · d7 negres cavall · f7 negres peó · g7 negres peó · b6 negres peó · f6 negres cavall · h6 negres peó · a5 negres peó · e5 blanques peó · f5 blanques peó · c4 negres dama · e4 blanques peó · h4 blanques alfil · a3 blanques peó · c3 blanques peó · c2 blanques dama · e2 blanques cavall · g2 blanques peó · h2 blanques peó · a1 blanques torre · f1 blanques torre · g1 blanques rei | c8 negres torre · e8 negres rei · h8 negres torre · c7 negres peó · d7 negres cavall · f7 negres peó · g7 negres peó · b6 negres peó · f6 negres cavall · h6 negres peó · a5 negres peó · e5 blanques peó · f5 blanques peó · c4 negres dama · e4 blanques peó · h4 blanques alfil · a3 blanques peó · c3 blanques peó · c2 blanques dama · e2 blanques cavall · g2 blanques peó · h2 blanques peó · a1 blanques torre · f1 blanques torre · g1 blanques rei | c8 negres torre · e8 negres rei · h8 negres torre · c7 negres peó · d7 negres cavall · f7 negres peó · g7 negres peó · b6 negres peó · f6 negres cavall · h6 negres peó · a5 negres peó · e5 blanques peó · f5 blanques peó · c4 negres dama · e4 blanques peó · h4 blanques alfil · a3 blanques peó · c3 blanques peó · c2 blanques dama · e2 blanques cavall · g2 blanques peó · h2 blanques peó · a1 blanques torre · f1 blanques torre · g1 blanques rei | c8 negres torre · e8 negres rei · h8 negres torre · c7 negres peó · d7 negres cavall · f7 negres peó · g7 negres peó · b6 negres peó · f6 negres cavall · h6 negres peó · a5 negres peó · e5 blanques peó · f5 blanques peó · c4 negres dama · e4 blanques peó · h4 blanques alfil · a3 blanques peó · c3 blanques peó · c2 blanques dama · e2 blanques cavall · g2 blanques peó · h2 blanques peó · a1 blanques torre · f1 blanques torre · g1 blanques rei | 2 |
| 1 | c8 negres torre · e8 negres rei · h8 negres torre · c7 negres peó · d7 negres cavall · f7 negres peó · g7 negres peó · b6 negres peó · f6 negres cavall · h6 negres peó · a5 negres peó · e5 blanques peó · f5 blanques peó · c4 negres dama · e4 blanques peó · h4 blanques alfil · a3 blanques peó · c3 blanques peó · c2 blanques dama · e2 blanques cavall · g2 blanques peó · h2 blanques peó · a1 blanques torre · f1 blanques torre · g1 blanques rei | c8 negres torre · e8 negres rei · h8 negres torre · c7 negres peó · d7 negres cavall · f7 negres peó · g7 negres peó · b6 negres peó · f6 negres cavall · h6 negres peó · a5 negres peó · e5 blanques peó · f5 blanques peó · c4 negres dama · e4 blanques peó · h4 blanques alfil · a3 blanques peó · c3 blanques peó · c2 blanques dama · e2 blanques cavall · g2 blanques peó · h2 blanques peó · a1 blanques torre · f1 blanques torre · g1 blanques rei | c8 negres torre · e8 negres rei · h8 negres torre · c7 negres peó · d7 negres cavall · f7 negres peó · g7 negres peó · b6 negres peó · f6 negres cavall · h6 negres peó · a5 negres peó · e5 blanques peó · f5 blanques peó · c4 negres dama · e4 blanques peó · h4 blanques alfil · a3 blanques peó · c3 blanques peó · c2 blanques dama · e2 blanques cavall · g2 blanques peó · h2 blanques peó · a1 blanques torre · f1 blanques torre · g1 blanques rei | c8 negres torre · e8 negres rei · h8 negres torre · c7 negres peó · d7 negres cavall · f7 negres peó · g7 negres peó · b6 negres peó · f6 negres cavall · h6 negres peó · a5 negres peó · e5 blanques peó · f5 blanques peó · c4 negres dama · e4 blanques peó · h4 blanques alfil · a3 blanques peó · c3 blanques peó · c2 blanques dama · e2 blanques cavall · g2 blanques peó · h2 blanques peó · a1 blanques torre · f1 blanques torre · g1 blanques rei | c8 negres torre · e8 negres rei · h8 negres torre · c7 negres peó · d7 negres cavall · f7 negres peó · g7 negres peó · b6 negres peó · f6 negres cavall · h6 negres peó · a5 negres peó · e5 blanques peó · f5 blanques peó · c4 negres dama · e4 blanques peó · h4 blanques alfil · a3 blanques peó · c3 blanques peó · c2 blanques dama · e2 blanques cavall · g2 blanques peó · h2 blanques peó · a1 blanques torre · f1 blanques torre · g1 blanques rei | c8 negres torre · e8 negres rei · h8 negres torre · c7 negres peó · d7 negres cavall · f7 negres peó · g7 negres peó · b6 negres peó · f6 negres cavall · h6 negres peó · a5 negres peó · e5 blanques peó · f5 blanques peó · c4 negres dama · e4 blanques peó · h4 blanques alfil · a3 blanques peó · c3 blanques peó · c2 blanques dama · e2 blanques cavall · g2 blanques peó · h2 blanques peó · a1 blanques torre · f1 blanques torre · g1 blanques rei | c8 negres torre · e8 negres rei · h8 negres torre · c7 negres peó · d7 negres cavall · f7 negres peó · g7 negres peó · b6 negres peó · f6 negres cavall · h6 negres peó · a5 negres peó · e5 blanques peó · f5 blanques peó · c4 negres dama · e4 blanques peó · h4 blanques alfil · a3 blanques peó · c3 blanques peó · c2 blanques dama · e2 blanques cavall · g2 blanques peó · h2 blanques peó · a1 blanques torre · f1 blanques torre · g1 blanques rei | c8 negres torre · e8 negres rei · h8 negres torre · c7 negres peó · d7 negres cavall · f7 negres peó · g7 negres peó · b6 negres peó · f6 negres cavall · h6 negres peó · a5 negres peó · e5 blanques peó · f5 blanques peó · c4 negres dama · e4 blanques peó · h4 blanques alfil · a3 blanques peó · c3 blanques peó · c2 blanques dama · e2 blanques cavall · g2 blanques peó · h2 blanques peó · a1 blanques torre · f1 blanques torre · g1 blanques rei | 1 |
|   | a | b | c | d | e | f | g | h |   |

1.d4 Cf6 2.c4 e6 3.Cc3 Ab4 4.a3 Axc3+ 5.bxc3 b6 6.f3 d5 7.Ag5 h6 8.Ah4 Aa6 9.e4 Oferint un sacrifici de peó introduït per Alekhin contra Erich Eliskases a Hastings 1933-1934. 9...Axc4 10.Axc4 dxc4 11.Da4+ Dd7 12.Dxc4 Dc6 Eliskases va obtenir una posició satisfactòria després de 12...Cc6. 13.Dd3 Cbd7 14.Ce2 Td8 15.O-O a5 16.Dc2 Dc4 17.f4 Tc8 18.f5 e5 19.dxe5 (vegeu el diagrama) Dxe4?? 20.exf6 Dxc2 21.fxg7 Tg8 22.Cd4 De4 23.Tae1 Cc5 24.Txe4+ Cxe4 25.Te1 Txg7 26.Txe4+ Rd7 1-0 En vista que 27.Te7+ Rd6 28.f6 y 29.Ag3+ guanya, en Capablanca abandonà. Aquesta partida és molt famosa. Segons narra en Lilienthal, "allà on anava a donar una exhibició de partides simultànies, tant dins la Unió Soviètica com en altres llocs, els jugadors i aficionats sempre em demanaven que mostrés com vaig sacrificar la dama davant el gran cubà. Quan Bobby Fischer es va adonar que Lilienthal es trobava entre el públic en el seu matx de retorn del 1992 contra Borís Spasski, el va saludar amb el comentari "peó d'e5 pren f6."

### Relació amb en Bobby Fischer
La seva amistat amb Bobby Fischer va començar durant el matx contra Borís Spasski de Sveti Stefan, el 1992. Mentre es jugava el matx en Fischer es va apropar a un ancià d'aspecte venerable, i el va saludar tot dient-li «e5xf6!». L'homenatjat era Andor Lilienthal, i la salutació es referia a la més cèlebre victòria del mestre davant Capablanca, amb sacrifici de dama inclòs. Durant el temps en què Fischer va estar vivint a Budapest es van veure amb freqüència, i analitzaren partides contínuament. Lilienthal era comprensiu amb les opinions de Fischer que tots els matxs entre Anatoli Kàrpov i Garri Kaspàrov estaven manipulats, que el Campió del món legítim era ell, que existia una conspiració en contra seva, etc., però sense compartir-ne cap. Afirmava que: «alguns genis tenen les seves excentricitats, i crec que hem de permetre'ls de tenir-les». Aquesta empatia natural li va permetre relacionar-se genuïnament amb gent molt diversa; ell ho va expressar d'aquesta manera: «Per a mi una sinagoga, o qualsevol altra església, no té la menor importància, el més important sempre ha estat la persona».
La seva opinió sobre els millors jugadors d'escacs de totes les èpoques és de pes; entre ells hi ha Lasker, Capablanca i Alekhin, abans de la guerra, i després Mikhaïl Tal, Kàrpov, Kaspàrov i per descomptat, Fischer. Va deixar fora de la llista en Mikhaïl Botvínnik amb el següent argument: «Era un gran jugador, però fruit de la fortalesa i el coneixement. Quan jugaves amb ell, senties que un tanc s'aproximava cap a tu».

## Llegat
L'historial escaquístic de Lilienthal és important, però no va arribar a aspirar realment al Campionat del món, quelcom que ell no atribueix al seu caràcter afable, sinó a coincidir el seu període de major capacitat amb l'esclat de la segona guerra mundial. El seu millor resultat va ser la victòria en el 12è Campionat Soviètic de 1940, per davant de Botvínnik, Issaak Boleslavski, Paul Keres, o Aleksandr Kótov, entre d'altres. Va disputar dotze finals de campionats soviètics, i al Torneig Interzonal de Saltsjobaden de 1948 es va classificar per al Torneig de Candidats de 1950, cosa que implicava estar entre els 10 millors escaquistes del moment.